# Ficus guatemalana
Ficus guatemalana är en mullbärsväxtart som beskrevs av Friedrich Anton Wilhelm Miquel. Ficus guatemalana ingår i släktet fikonsläktet, och familjen mullbärsväxter. Inga underarter finns listade i Catalogue of Life.